# 多花剑叶莎
多花剑叶莎（学名：Machaerina myriantha）是莎草科剑叶莎属的植物。分布在中国大陆的海南等地，生长于海拔900米至1,700米的地区，多生长在河边及林中，目前尚未由人工引种栽培。